# Princess Royal Island
Princess Royal Island ist die viertgrößte Insel in der kanadischen Provinz British Columbia. Die 2.251 km² große, unbewohnte Insel mit einer Küstenlänge von 592 km erhielt ihren Namen 1788 durch Kapitain Charles Duncan, der sie nach seiner Sloop Princess Royal benannte. Die Insel liegt an der Inside Passage, 520 km nördlich von Vancouver sowie 200 km südlich von Prince Rupert und wird wie die meisten der Inseln im nördlichen Küstenbereich der Provinz zum Great Bear Rainforest gerechnet. Die Insel gehört zu den größten Inseln Kanadas (34. Platz bei mehr als 50.000 Inseln) und damit auch zu den größten der Provinz (4. Platz). Der höchste Punkt auf der Insel, Canoona Peak, liegt im zentralen Osten der Insel und erreicht eine Höhe von 1104 m, womit die Insel zu den höchsten Inseln der Erde gehört.
Östlich der Insel befindet sich das Festland. Durch die Passage zwischen der Insel und dem Festland verkehren auch die Schiffe, welche die Inside Passage nutzen. Im Südosten der Insel liegt Sarah Island und im Süden Swindle Island. Westlich der Insel liegt Aristazabal Island und im Nordwesten liegen Campania Island, Gil Island sowie Gribbell Island. 
Man kann Princess Royal Island nur mit dem Boot oder dem Flugzeug erreichen. Heute ist die Insel unbewohnt, früher gab es hier aber kleine Siedlungen von Goldschürfern, Holzfällern und Fischern. Unter anderem wurde zwischen 1928 und 1932 im Nordwesten, am Whale Channel, mit der „Barnard Cove Cannery“ eine Fischkonservenfabrik betrieben. Länger betrieben wurde die Konservenfabrik an der Westseite der Insel, an der Butedale Passage gegenüber von Work Island gelegen. Die „Butedale Cannery“ wurde zwischen 1911 und 1950 betrieben. Ihre Schließung erfolgte, weil starke Schneefälle das Dach der Fabrik zum Einsturz gebracht hatten. Die Überreste der Fabrik sind heute noch vorhanden.
1950 stürzte auf der Insel eine B-36 mit Atombomben an Bord ab. Beim Aufprall der Maschine auf einen Berg bei schlechtem Wetter starben 5 von 17 Besatzungsmitgliedern. Der Unfall gilt als erster Verlust von Kernwaffen überhaupt.
Die Insel ist von gemäßigtem Regenwald bestanden, insbesondere findet sich hier die Westamerikanische Hemlocktanne. Neben Grizzlys, Wölfen, Füchsen, Hirschen und Marmelalken sind hier seltene Arten wie der Steinadler und der Kermodebär (auch Geisterbären genannt) heimisch. Auf Princess Royal Island ist der Anteil von Kermodebären am Vorkommen von Amerikanischen Schwarzbären sehr hoch. Während das Verhältnis auf dem Festland bei etwa 40 bis 100 zu eins liegt, liegt es hier auf der Insel bei fast zehn zu eins. Princess Royal Island ist neben Gribble Island und Roderick Island Hauptgebiet des Vorkommens von Kermodebären. An den Küsten der Insel leben zudem See-Elefanten und Schwertwale.